# Arthur Andrews
Arthur Fleming Andrews (Muncie, 1 de septiembre de 1876-Long Beach, 20 de marzo de 1930) fue un deportista estadounidense que compitió en ciclismo en la modalidad de pista. Participó en los Juegos Olímpicos de San Luis 1904, obteniendo dos medallas, plata en 25 millas y bronce en 5 millas.

## Medallero internacional
| Juegos Olímpicos | Juegos Olímpicos          | Juegos Olímpicos  | Juegos Olímpicos |
| Año              | Lugar                     | Medalla           | Competición      |
| ---------------- | ------------------------- | ----------------- | ---------------- |
| 1904             | San Luis (Estados Unidos) | Medalla de plata  | 25 millas        |
| 1904             | San Luis (Estados Unidos) | Medalla de bronce | 5 millas         |